# Sandrine Josso
Sandrine Josso (ur. 19 września 1975 w Guérande) – francuska polityk reprezentująca partię La République En Marche! W wyborach parlamentarnych w czerwcu 2017 została wybrana do francuskiego Zgromadzenia Narodowego, w którym reprezentuje departament Loary Atlantyckiej.